# Рывина, Елена Израилевна

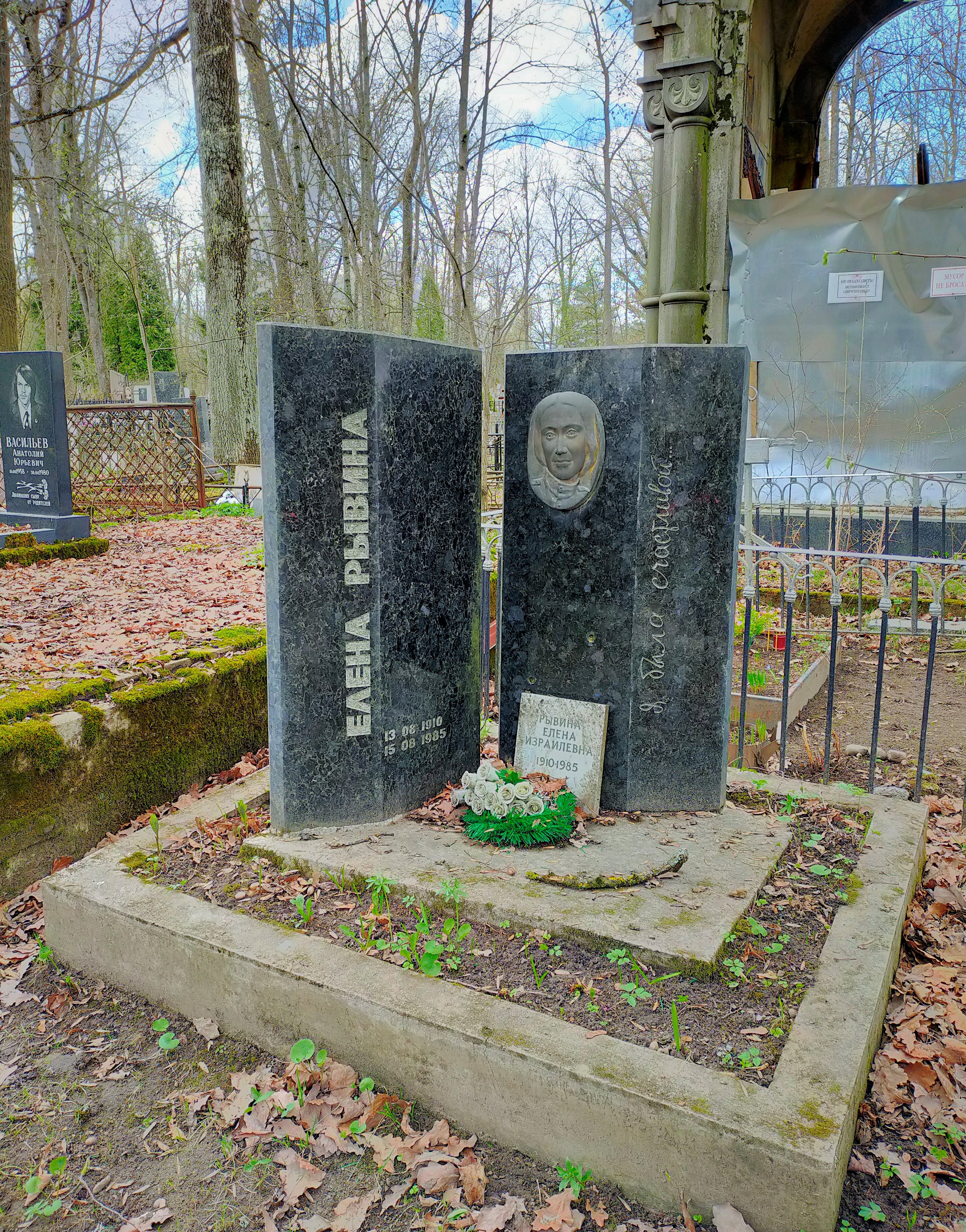
Могила Е.И. Рывиной на Казанском кладбище

Елена Израилевна Рывина (31 января 1910, 13 февраля 1910 или 31 января [13 февраля] 1910, Мозырь, Минская губерния — 15 августа 1985, Комарово) — русская советская поэтесса и журналистка.

## Биография
Елена Израилевна Рывина родилась в Мозыре. В 1919 году переехала в Детское Село, где провела юные годы. В 1934 году окончила филологический факультет Ленинградского государственного университета. В 1931 году были опубликованы её первые стихи в газетах «Смена» и «Комсомольская правда». Когда началась Великая Отечественная война, вступила в ряды защитников Ленинграда. Была сотрудницей журнала «На защиту Ленинграда». Выступала по радио, читала стихи. 
В 1944 году её родной город был освобождён и она написала стихотворение «Возвращение в Пушкин». С 1951 года член КПСС. Некоторое время была руководительницей ЛИТО при Технологическом институте.
Среди её друзей были М. Светлов, А. Гитович, В. Шефнер, С. Ботвинник.
Погибла, попав под электричку. По другой версии, ее старый «Москвич» застрял на железнодорожном переезде Комарово, и его протаранил электропоезд. Похоронена на Казанском кладбище.

## Сборники стихов
- «Двадцать песен» (1938);
- «Над моей Невой» (1939);
- «Лирика» (1940);
- «Слово ленинградки» (1942);
- «Стихи о любви» (1957);
- «Стихи» (1967);
- «Избранная лирика» (1971).